# 阿氏兵鯰
阿氏兵鯰，為輻鰭魚綱鯰形目美鯰科的其中一種，為熱帶淡水魚。分布於南美洲巴西及秘魯邊界的亞馬遜河流域，棲息在底層水域，屬雜食性，體長可達5.2公分，生活習性不明，可做為觀賞魚。

## 扩展阅读
維基物種上的相關：阿氏兵鯰